# Gardanne
Gardanne là một xã ở tỉnh Bouches-du-Rhône, thuộc vùng Provence-Alpes-Côte d'Azur ở miền nam nước Pháp.

## Hình ảnh

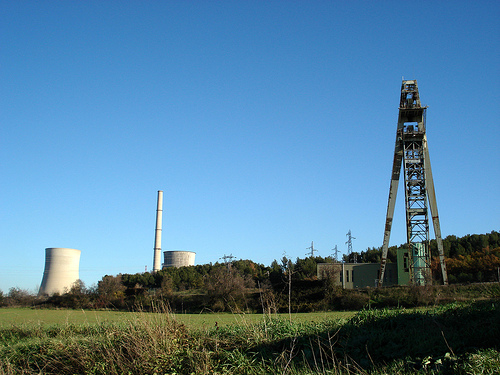
Centrale Thermique de Provence and the preserved Puits Z
Puits Yvon-MorandatPuits Yvon-Morandat
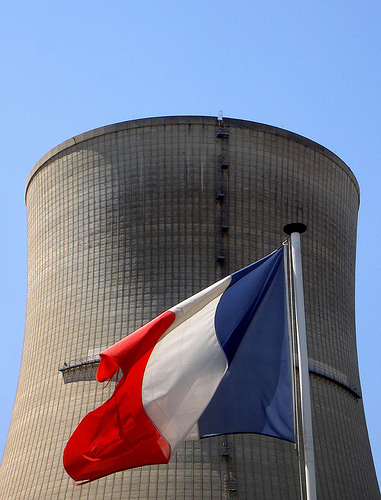
Cooling tower of the coal-fired Centrale Thermique de Provence